# Comturist
Comturist a fost un lanț de magazine în perioada comunistă. Cunoscute de asemenea ca și „shop-uri”, în acestea se găseau produse din America de Nord, Japonia, si restul Europei. Printre produsele găsite în aceste magazine se aflau băuturi alcoolice, țigarete, parfumuri, încălțăminte, haine, și la începutul anilor 1980, chiar și calculatoare desktop.
După Revoluția din 1989, acestea au fost privatizate. În anul 1977 existau aproximativ 200 de magazine Comturist. La început, aceste magazine au fost destinate turiștilor, necesitând un pașaport străin pentru acces, dar, incepand cu anii 1980, acestea permiteau accesul oricărei persoane care deținea valută, ce trebuia procurată legal, prin muncă în Vest, și declarată ulterior.
Comturist SA, o societate privată, detinută de foști ofițeri de securitate, a fost formată în 1990 și a cumpărat ce a rămas din vechiul lanț Comturist în martie 1991. Comturist a început să vândă acțiuni la Bursa de Valori București în anul 2004.